# Перонна (Эн)
Перонна́ (фр. Péronnas) — коммуна во Франции, находится в регионе Рона — Альпы. Департамент — Эн. Административный центр кантона Перонна. Округ коммуны — Бурк-ан-Брес.
Код INSEE коммуны — 01289.

## География
Коммуна расположена приблизительно в 370 км к юго-востоку от Парижа, в 55 км северо-восточнее Лиона, в 4 км к юго-западу от Бурк-ан-Бреса.
На западе коммуны протекает река Вель.

## Климат
Климат полуконтинентальный с холодной зимой и тёплым летом. Дожди бывают нечасто, в основном летом.

## Население
Население коммуны на 2010 год составляло 6054 человека.
| 1962 | 1968 | 1975 | 1982 | 1990 | 1999 | 2010 |
| ---- | ---- | ---- | ---- | ---- | ---- | ---- |
| 1652 | 2272 | 3223 | 4575 | 5352 | 5530 | 6054 |

## Администрация
| Период | Период | Фамилия         | Партия        | Примечания |
| ------ | ------ | --------------- | ------------- | ---------- |
| 1995   | 2001   | Марк Бернарден  |               |            |
| 2001   | 2020   | Кристиан Шанель | Разные правые |            |

## Экономика
В 2010 году среди 3786 человек трудоспособного возраста (15—64 лет) 2809 были экономически активными, 977 — неактивными (показатель активности — 74,2 %, в 1999 году было 69,3 %). Из 2809 активных жителей работали 2601 человек (1347 мужчин и 1254 женщины), безработных было 208 (88 мужчин и 120 женщин). Среди 977 неактивных 345 человек были учениками или студентами, 427 — пенсионерами, 205 были неактивными по другим причинам.

## Достопримечательности
- Замок Се[фр.] (XIII век). Исторический памятник с 1987 года[4]

## Города-побратимы
- Нойхаузен-ауф-ден-Фильдерн (Германия, с 1988)

## Фотогалерея

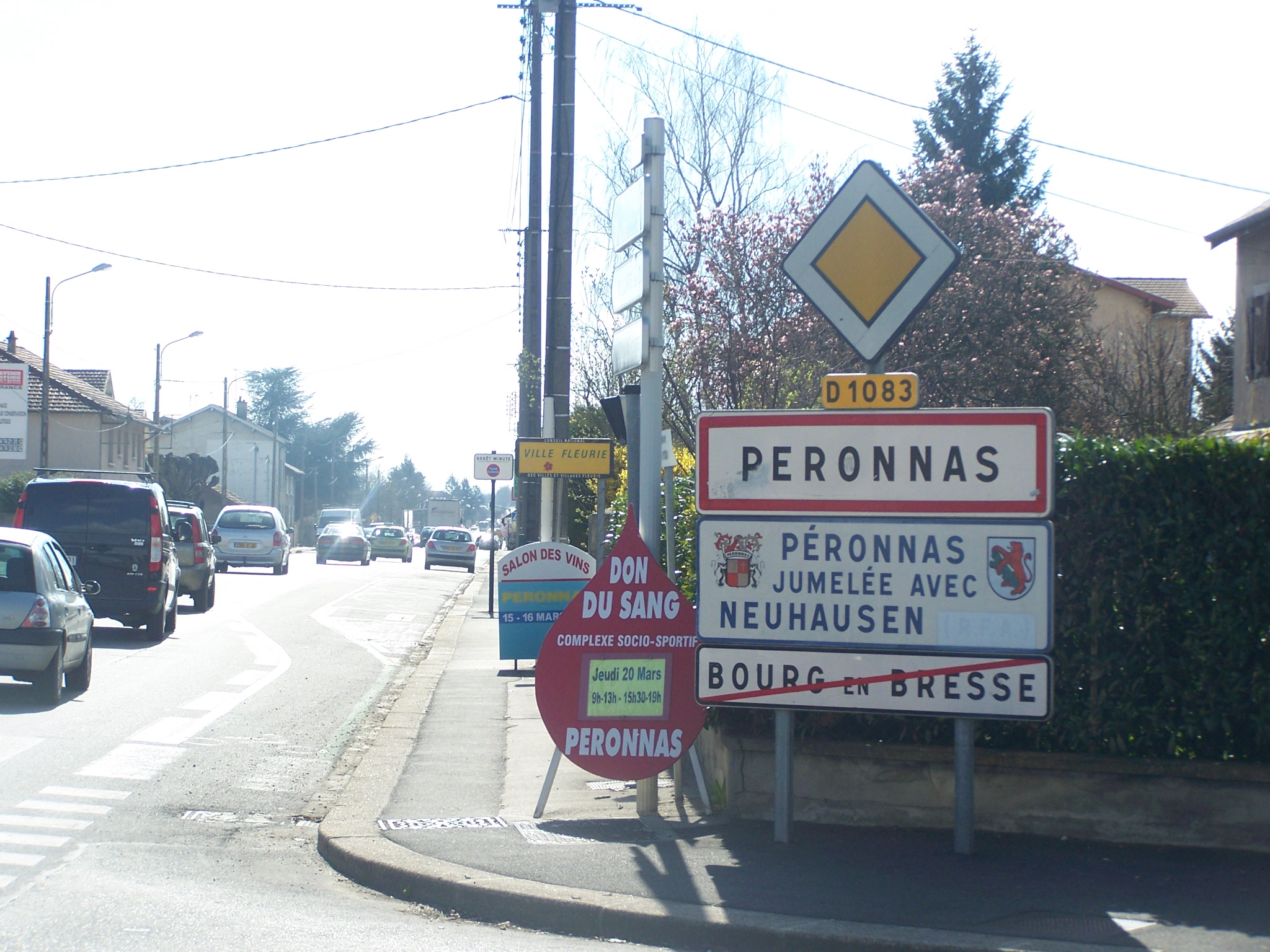
Перонна
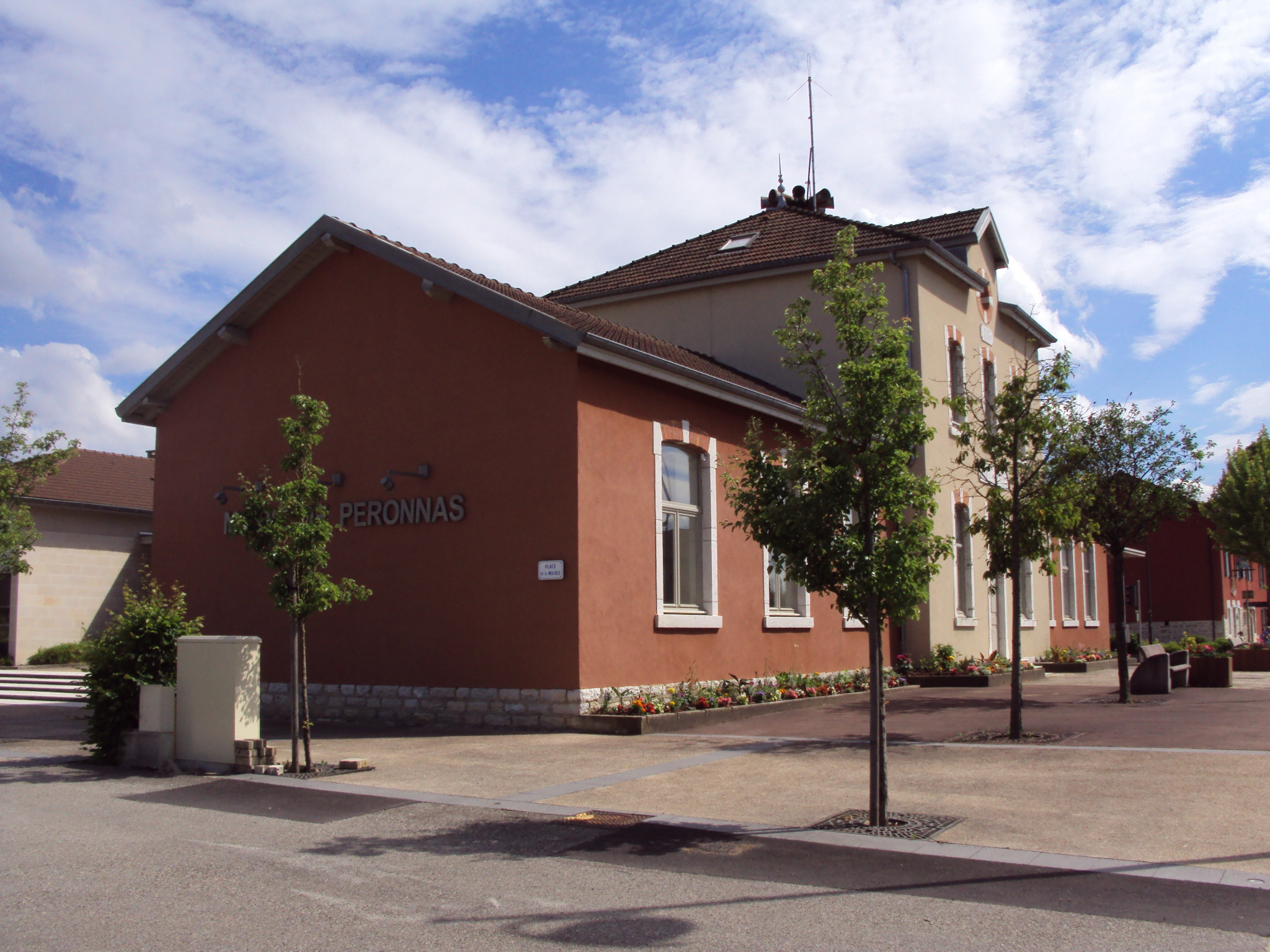
Мэрия
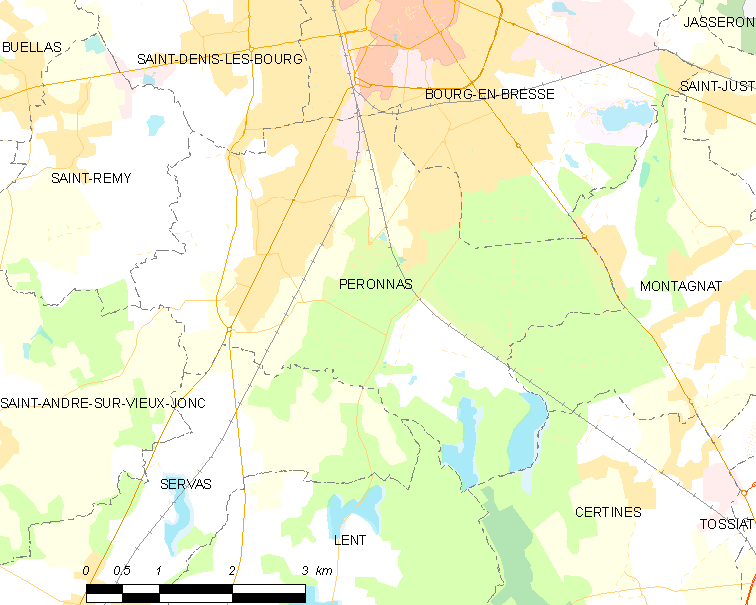
Карта коммуны